# Ildefonso Díez de Rivera y Valeriola
Ildefonso Díez de Rivera y Valeriola, IV comte d'Almodóvar (València, 7 de novembre de 1816 - Segòvia, 9 d'octubre de 1877) fou un aristòcrata i polític valencià. Era fill de la III comtessa d'Almodóvar, Pascuala Valeriola y Ortiz de Almodóvar, i del militar i polític progressista Ildefonso Díez de Rivera i Muro. Es va casar amb Francisca de Paula de Muro y Colmenares, filla del marquès de Someruelos, i fou pare del també polític Pedro Díez de Rivera y Muro.
Gran terratinent valencià, va començar la seva carrera política el 1850, quan fou escollit diputat a les Corts Espanyoles pel districte de Maravillas de Madrid, i el 1857 ho fou novament pel districte de Serrans de València. També fou alcalde de València el 1857-1858. El 1863 va heretar el títol de la seva mare i fou nomenat senador vitalici, càrrec que va ocupar fins a la revolució de 1868. Durant el sexenni democràtic es va mantenir apartat de la política fins que el gener de 1872 va impulsar i presidir la junta valenciana del Partit Conservador, amb el que va conspirar per instaurar al tro Alfons XII d'Espanya.
Després del pronunciament de Sagunt de desembre de 1874 fou nomenat novament alcalde de València, càrrec que deixà el 1876 quan fou escollit senador per la província de València, càrrec que va ocupar fins al a seva mort. El 1875 fou designat Gran d'Espanya.